# La Mesure de l'Homme
La Mesure de l'Homme est une exposition temporaire qui a lieu en 2002 au Musée d'histoire naturelle de Lille. L'exposition est consacrée aux instruments et tests destinés à mesurer les aptitudes intellectuelles et physiques de l'être humain.

## Description

### Prêteurs
Les objets proviennent principalement des Centres d’information et d’orientation de l'Académie de Lille et de quelques Centres de France et de Belgique. Plusieurs pièces proviennent du Laboratoire d'ergologie de l'Institut des hautes études de Belgique (Université de Bruxelles) et de la Fondation Decroly ; enfin, de l'Institut national d'étude du travail et d'orientation professionnelle (I.N.E.T.O.P. au C.N.A.M.) de Paris et de quelques généreux donateurs privés et tout particulièrement de Denise Guyot et Robert Simonnet des Établissements d'Applications Psychotechniques (EAP),.

## Liste des œuvres

### Anthropométrie

Compas thoracique
Trousse anthropométrique
Anthropomètre

## Publications
La couverture du catalogue d'exposition représente un compas thoracique (fin du XIXe) et des pièces en bois colorées issues d'un test psychologiques pour enfants (test clinique de Vygostki, Hanfmann et Kasanin, 1921).